# Кравченко, Александр Григорьевич
Александр Григорьевич Кравченко (род. 14 июля 1952, Черноморское, Крымская область) — советский хозяйственный и муниципальный деятель. Председатель исполкома Евпаторийского горсовета (1990—1991). Украинский политик, депутат Верховного Совета Крыма 4-го (2002—2006) и 6-го (2010—2014) созыва.

## Биография
Родился в 1952 года в посёлке Черноморское Крымской области. Образование высшее, инженер-механик, член КПСС. Трудовую деятельность начал в 1969 году слесарем. В 1973 году окончил Харьковский техникум молочной промышленности. С 1973 года в Евпатории работал инженером-строителем на городском молокозаводе. В 1983 году окончил Киевский технологический институт пищевой промышленности по специальности машины, аппараты пищевой промышленности. В 1983 году стал директором гормолокозавода.
2 апреля 1990 года сессией горсовета 21-го созыва был избран председателем Евпаторийского горисполкома. 14 февраля 1991 года в связи с реорганизацией структуры власти на 6-ой сессией горсовета освобожден от обязанностей председателя горисполкома и стал выполнять обязанности первого заместителя председателя горисполкома. С августа 1998 года возглавлял представительство конфедерации предпринимателей Белоруссии на Украине. С 23 июля 1999 года работал начальником санаторно-оздоровительного центра «Маяк» в Евпатории. Был членом Народной партии Украины.
В 2003 году окончил Академию государственной налоговой службы Украины по специальности «государственные финансы». В 2011—2015 годах — директор ДП "Санаторий «Украина» ЗАО «Укрпрофздравница» в Гаспре. .
Заслуженный работник курортов и туризма Автономной Республики Крым. Депутат Верховного Совета Крыма 4-го созыва (2002—2006) от округа № 8 от Партии регионов и 6-го (2010—2014) созыва от № 6 округа от Партии регионов. Член Партии регионов до 2014 года.